# Microrégion de Catanduva
La microrégion de Catanduva est l'une des huit microrégions qui subdivisent la mésorégion de São José do Rio Preto de l'État de São Paulo au Brésil.
Elle comporte 13 municipalités qui regroupaient 220 261 habitants en 2006 pour une superficie totale de 2 279 km².

## Municipalités[1]
- Ariranha
- Cajobi
- Catanduva
- Catiguá
- Elisiário
- Embaúba
- Novais
- Palmares Paulista
- Paraíso
- Pindorama
- Santa Adélia
- Severínia
- Tabapuã